# Mr. Krabs
Eugene Harold Krabs (conocido en Hispanoamérica como Don Cangrejo y en España como Sr. Cangrejo), más conocido simplemente como Mr. Krabs, es un personaje ficticio de la serie de animación estadounidense Bob Esponja. Le pone voz el actor Clancy Brown y apareció por primera vez en el episodio piloto de la serie, «Help Wanted», el 1 de mayo de 1999. El personaje fue creado y diseñado por el biólogo marino y animador Stephen Hillenburg.
Cangrejo es el dueño y administrador del Krusty Krab, un destacado restaurante de comida rápida situado en la ciudad submarina de Fondo de Bikini. Reside en un ancla hueca con su hija Pearl, que es un cachalote adolescente. Es avaro, está obsesionado con el dinero y no le gusta gastarlo, pero hará todo lo posible por hacer feliz a Pearl. Tiende a preocuparse por sus riquezas y descuida las necesidades de sus empleados, Bob Esponja y Calamardo. Mantiene una relación romántica con la Sra. Puff y comparte rivalidad con su antiguo mejor amigo Plankton, dueño de un restaurante en apuros llamado Chum Bucket, situado enfrente del Krusty Krab.
La acogida de Mr. Krabs por parte de la crítica fue positiva en el debut de la serie, pero ha sido desigual a medida que avanzaba. Los críticos han elogiado su interpretación como padre soltero de Pearl, pero han criticado la exageración de su avaricia a lo largo de la serie. El personaje ha aparecido en diversos productos, como peluches, figuras coleccionables y videojuegos. También aparece en las tres películas de Bob Esponja.

## Papel en la serie
Mr. Krabs es comúnmente conocido como el avaricioso fundador y propietario del restaurante Krusty Krab, donde Bob Esponja trabaja como cocinero de frituras. Mr. Krabs se aprovecha de la popularidad de su restaurante y cobrando a sus propios empleados por el uso de los servicios del edificio.
Plankton, rival y antiguo mejor amigo de Cangrejo, regenta el Chum Bucket, un restaurante sin éxito situado frente al Krusty Krab. Un punto importante de la trama a lo largo de la serie es el fracaso de Plankton al robar la fórmula de las Cangreburguer con la ayuda de su esposa informática, Karen, bajo la suposición de que serían capaces de replicar las hamburguesas y dejar al Krusty Krab fuera del negocio. Para evitarlo, Cangrejo hace todo lo posible para impedir que Plankton obtenga la receta; incluso se niega a permitirle comprar una Cangreburger legítimamente por miedo a que Plankton pueda utilizar a Karen para aplicar ingeniería inversa a la fórmula. Cangrejo también se encarga de que el Chum Bucket nunca tenga ningún negocio.
Cangrejo valora el dinero más que su propio bienestar y evalúa a los demás personajes en función del valor económico que tienen para él. Las únicas excepciones son Pearl y su novia, la Sra. Puff. Su amor por la Sra. Puff es tan fuerte que trasciende temporalmente su codicia y le lleva a comprarle regalos caros. Tolera a sus dos empleados porque trabajan por poco dinero y por su impacto positivo en sus finanzas, pero se apresura a reprenderles si tienen un comportamiento que ahuyenta a los clientes. Cangrejo tiene una relación paterno-filial tímida con Bob Esponja; a menudo le regaña si se mete en líos, pero a veces le da consejos paternos. El antiguo director de la serie, Paul Tibbitt, ha afirmado que esta dinámica entre Bob Esponja y Cangrejo es su parte favorita de la serie, declarando a Digital Spy en 2011 que «el aspecto de Bob Esponja que más me gusta es su lealtad eterna a Mr. Krabs. No importa cómo le trate Mr. Krabs. Intento replicar eso en mi propia vida en todos los sentidos»..

## Desarrollo
Mr. Krabs es el único personaje de Bob Esponja basado inicialmente en una persona concreta de la vida de Stephen Hillenburg. A la hora de diseñar a Mr. Krabs, Hillenburg se inspiró en su antiguo jefe en una marisquería. Según Hillenburg, su encargado era pelirrojo, musculoso y antiguo cocinero del ejército; estos tres rasgos se adaptaron al personaje de Cangrejo, con el color rojo de Cangrejo sustituyendo al pelo. La forma de hablar de Cangrejo también se inspiró en el dueño del restaurante, que a Hillenburg le recordaba a un pirata por su fuerte acento de Maine. Sin embargo, el dueño no era avaricioso, detalle que Hillenburg añadió para «darle más personalidad».
Cuando Hillenburg creó por primera vez a Mr. Krabs, su apellido y el de Pearl se escribían con C en lugar de con K. Así, el nombre del restaurante de Cangrejo era el «Crusty Crab». Hillenburg cambió el nombre poco antes de empezar la producción del episodio piloto de la serie, decidiendo que las K eran más graciosas y memorables. La decisión de que Mr. Krabs y Pearl vivieran en un ancla se tomó una vez iniciada la producción de la primera temporada. El mapa original del escenario de la serie, que Hillenburg mostró a los ejecutivos de Nickelodeon como parte de su propuesta a la cadena en 1997, no incluía una casa ancla y, en su lugar, señalaba el Krusty Krab como residencia de los dos personajes.
Mr. Krabs tiene una forma distinta de andar; cuando se mueve, mueve los pies muy deprisa y está dibujado como si tuviera más de dos piernas. Cuando dirigía la animación de los primeros episodios, uno de los objetivos de Hillenburg era que cada personaje tuviera un ciclo de caminar distinto que mostrara sus personalidades; el artista de guion gráfico Erik Wiese diseñó el ciclo de caminar de Cangrejo con la intención de que fuera caricaturesco. Wiese recordaba en 2012: «Animé los piececitos de Mr. Krabs en un ciclo multidesenfoque de cuatro fotogramas; creo que era la mejor solución para que caminara como un cangrejo». Hillenburg aprobó el paseo después de que Wiese lo demostrara en una máquina de prueba de lápices.

### Voz

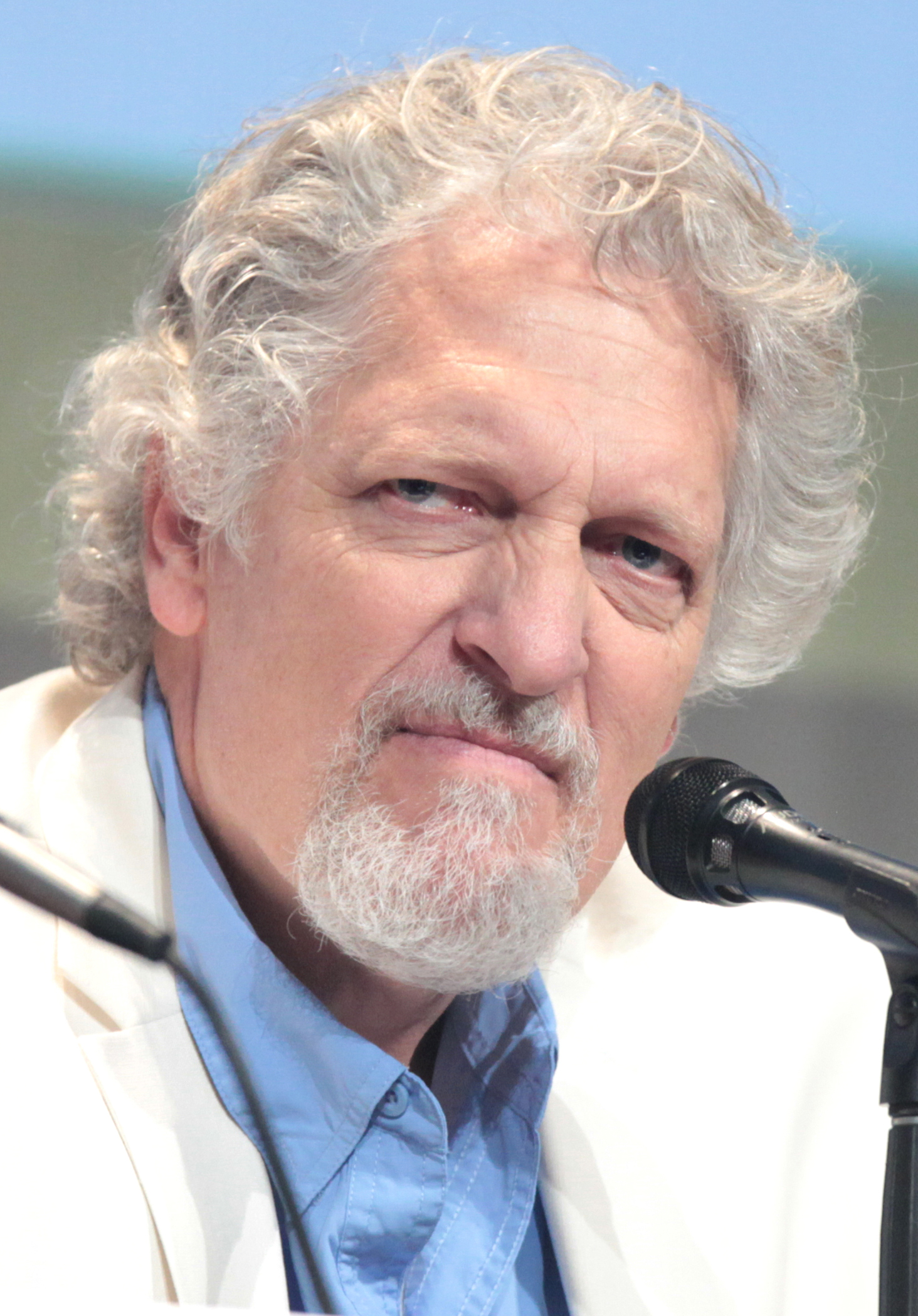
Clancy Brown pone la voz a Mr. Krabs

La voz de Mr. Krabs la pone el actor estadounidense Clancy Brown. Brown describe la voz que utiliza para el personaje como «pirata», con «un poco de acento escocés». Según Brown, la voz de Cangrejo fue improvisada durante su audición y no le supuso ningún reto encontrar la voz correcta. A Brown le encanta interpretar el papel, y en 2015 declaró al New York Post: «No me importaría hacer [la voz] hasta el fin de los tiempos. Simplemente no hay corolario en el trabajo de acción en vivo —televisión o películas o lo que sea— para interpretar a un cangrejo avaro en el fondo del océano».
En una entrevista concedida en 2005 a la revista Starlog, Brown describió su trabajo en Bob Esponja como «otra carrera» en comparación con sus papeles de acción real. Los otros proyectos interpretativos de Brown han llevado a algunos actores invitados a Bob Esponja, como Dennis Quaid, cuyo trabajo con Brown en The Express: The Ernie Davis Story le llevó a ser seleccionado como estrella invitada para el episodio «Grandpappy the Pirate».

## Recepción
La recepción crítica de Mr. Krabs ha sido dispar, dirigiéndose la mayoría de las críticas a su parsimonia y a la falta de consecuencias realistas a las que se enfrenta por ello. En 2014, el profesor español Pancracio Celdrán criticó la representación positiva de la tacañería de Mr. Krabs ante el público infantil. La economista Sarah Newcomb describió al Mr. Krabs como un estereotipo negativo, escribiendo en el libro de Wiley Loaded que «el Rey Midas, Ebenezer Scrooge, el Sr. Burns y Mr. Krabs son el mismo personaje reciclado, que representa a la persona que se preocupa por el dinero por encima de todo».
A la polaca Barbara Czarniawska no le gustó el retrato heroico de Mr. Krabs en la segunda película de Bob Esponja, a pesar de ser «un capitalista despiadado que explota tanto a sus clientes como a sus trabajadores». Más tarde criticó cómo la serie parecía normalizar el uso por parte del personaje de «formas legales de manipulación y relaciones de poder explotadoras en los negocios». Por el contrario, el activista político Howie Klein de The Huffington Post, ofreció una interpretación más positiva del personaje, afirmando en 2006 que Mr. Krabs no es «exactamente un villano malvado; es sólo un tipo republicano obsesionado con la codicia». Klein entrevistó al actor de doblaje de Bob Esponja, Tom Kenny, sobre el tema; Kenny comparó a Cangrejo con el empresario petrolero Erle P. Halliburton, y luego calificó al personaje de representación cómica del «capitalismo descontrolado, irreflexivo y no regulado. Todo [para Cangrejo] gira en torno a la cuenta de resultados, no a lo que es socialmente responsable».
En su libro de 2011 SpongeBob SquarePants and Philosophy, el politólogo Joseph J. Foy analiza el lado antagonista de Cangrejo a lo largo de varios capítulos. Foy sostiene que Cangrejo, y no Plankton y Karen, es el verdadero personaje malvado de la serie. También señala que su problema con el personaje de Mr. Krabs es que «Cangrejo nunca parece aprender del sufrimiento que padece, ni de ser testigo del dolor y las luchas que inflige a los demás».
En un artículo para Complex, Debbie Encalada elogiaba la serie Bob Esponja en su conjunto por desafiar las normas sociales; el retrato de Don Cangrejo como padre soltero de Pearl se destacaba específicamente como ejemplo de la «subversividad de la serie al desafiar sutilmente la idea de la familia nuclear». Meghan Giannotta de Newsday, escribió positivamente sobre el personaje en un artículo de 2016: «Mr. Krabs... puede ser conocido por ser tacaño, pero también es decidido y un buen amigo y padre. Hará lo que sea necesario para hacer feliz a su hija Pearl y llega a medidas extremas para ayudar a proteger su negocio de comida rápida». En una reseña del episodio de la cuarta temporada «¿Han Visto a Este Caracol?», el crítico de televisión Tom Shales describió a Cangrejo como «bonachón» y como una de «las cosas que la gente adora de Bob Esponja». Paul Mavis de DVD Talk, considera que el episodio «Krusty Krab Training Video», centrado en la historia de Mr. Krabs, es uno de los mejores de la serie.
El jugador de baloncesto LeBron James ha declarado que si «pudiera ser cualquier personaje de la serie, [él] sería Mr. Krabs». El dibujante Michael Cavna comentó la buena opinión que James tenía de Cangrejo, escribiendo en The Washington Post que le parecía intrigante cómo «el multimillonario jugador de baloncesto de la NBA cita su respeto por... el tacaño residente del programa». Mr. Krabs es también el personaje favorito de Bob Esponja del corredor de fútbol americano Cedric Benson.

## En otros medios
Mr. Krabs ha aparecido en diversos productos, como peluches, videojuegos, cómics y cromos. El restaurante de la familia de los Cangrejos, el Krusty Krab, ha servido de base para un juego de Lego y muchas réplicas en las atracciones. En el desfile semanal de Bob Esponja en Sea World aparecía regularmente una carroza inspirada en el Krusty Krab, con una mascota disfrazada de Perla que recibía a los visitantes y un Mr. Krabs animatrónico. En 2014 se construyó en Ramala (Palestina) una réplica a tamaño real del edificio.  En enero de 2016, Viacom, la empresa matriz de Nickelodeon, presentó una demanda contra los operadores de un restaurante «Krusty Krab» similar con ánimo de lucro que iba a abrir en Texas. Un juez federal de Texas dictaminó en enero de 2017 que el restaurante previsto violaba los derechos de Viacom sobre la propiedad de Bob Esponja, por lo que paralizó su construcción.
En 2011, el grupo de indie rock Yo La Tengo interpretó una versión en directo del anuncio del Krusty Krab del episodio «As Seen on TV» en el Teatro El Rey de Los Ángeles, California. Incluida como parte de la primera gira de Yo La Tengo, estuvo protagonizada por Ira Kaplan como Mr. Krabs. Billy Gil de L.A. Record, alabó la actuación en su conjunto y calificó la impresión de Kaplan de «acertada». Un episodio de la serie cómica Robot Chicken titulado «Major League of Extraordinary Gentlemen» incluye un sketch protagonizado por Mr. Krabs y Perla. El segmento, animado en stop motion como la mayoría de los demás sketches del programa, presenta a Mr. Krabs utilizando patas de cangrejo como ingrediente secreto de las Cangreburguers.
Un tema de The Best Day Ever, un álbum de bandas sonoras de 2006, titulado «Fishin' for Money» cuenta con la interpretación vocal de Clancy Brown como Mr. Krabs. En el musical de Broadway de 2017 basado en Bob Esponja, Cangrejo, interpretado por Brian Ray Norris, canta a dúo con Pearl «Daddy Knows Best», una composición original de Alex Ebert que pone de relieve las diferencias entre los personajes En su crítica del musical previa a su estreno en Broadway, Steven Oxman de Variety, afirmaba que la versión musical de Mr. Krabs «no tiene nada que ver» con su homólogo animado, y que la adaptación teatral «no encuentra humor ni ingenio, ni siquiera filo, en la obsesión de Mr. Krabs por el dinero, ni en el disparatado elemento de que su hija sea una ballena»..